# Lovesexy Live 2
Lovesexy Live 2 è un direct-to-video di Prince in concerto tenutosi il 9 settembre 1988, nell'area fieristica Westfalenhallen nella città tedesca di Dortmund nell'allora Germania Ovest. Il concerto fa parte del Lovesexy World Tour, per sostenere l'album Lovesexy, trasmesso in diretta via satellite in tutta Europa, in seguito pubblicato in home video. È il seguito del concerto della videocassetta Lovesexy Live 1, sono state pubblicate il 19 aprile 1989.

## Lista tracce
1. "Erotic City"
2. "Housequake"
3. "Slow Love"
4. "Adore"
5. "Delirious"
6. "Jack U Off"
7. "Sister"
8. "Adore (2)"
9. "I Wanna Be Your Lover"
10. "Head"
11. "When You Were Mine"
12. "Blues In C (If I Had A Harem)"
13. "Little Red Corvette"
14. "Controversy"
15. "Dirty Mind"
16. "Superfunkycalifragisexy"
17. "Bob George"
18. "Anna Stesia"

## Musicisti
- Sheila E.: batteria, percussioni e voci
- Dr. Fink: tastiere e computer
- Cat: voce
- Eric Leeds & Atlanta Bliss: Ottoni e voce
- Miko: chitarra e voce
- Boni Boyer: voci e Organo Hammond
- Levi Seacer Jr.: basso e voce
- Prince: qualunque